# فندق بادروت بالاس

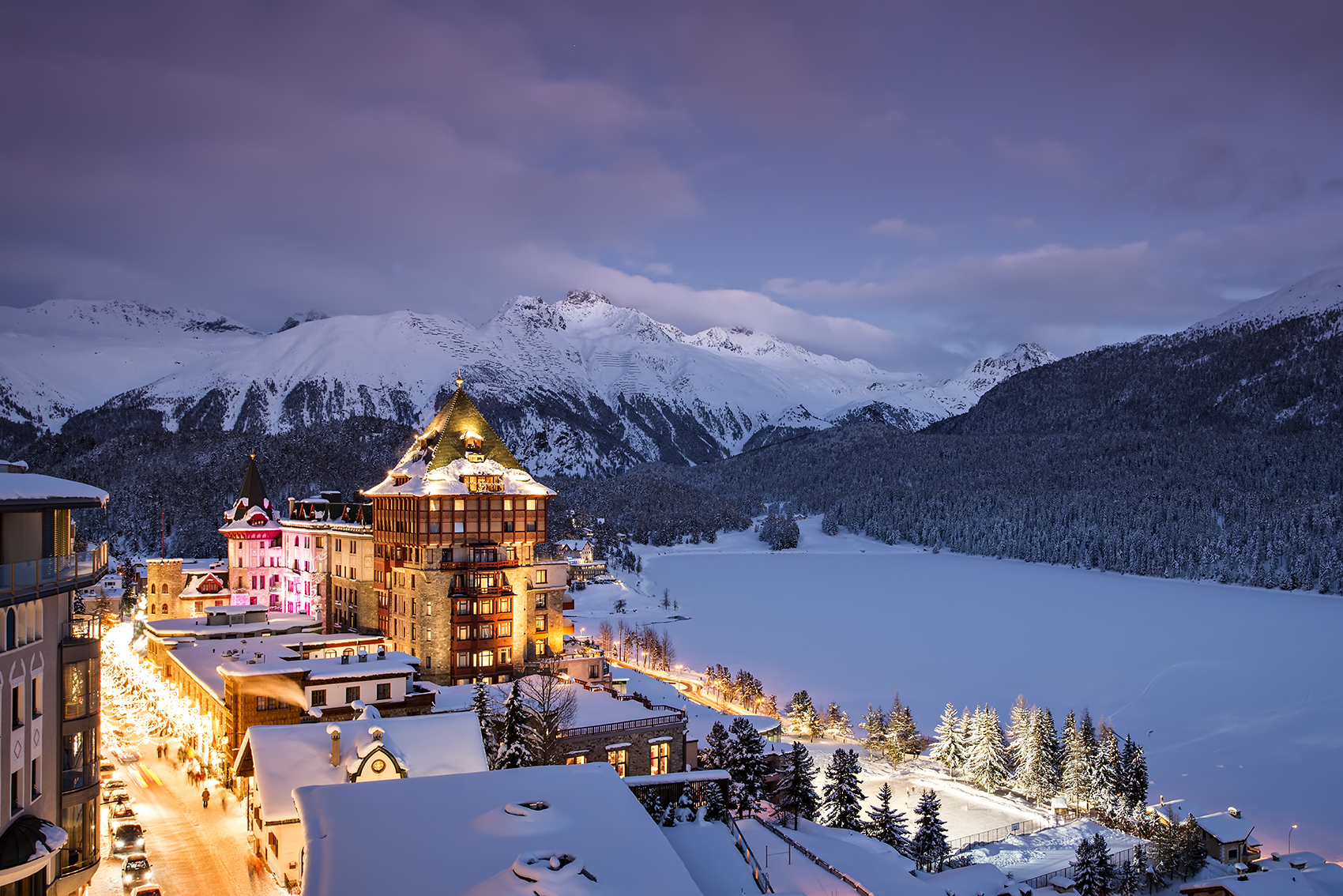
صورة للفندق

فندق بادروت بالاس هو فندق تاريخي فاخر في سانت موريتز، سويسرا. افتُتح الفندق في عام 1896 ويتكون من 157 غرفة منها 37 جناح، أما غالبية المساهمين فهم هانزجورغ وانيكو بادروت.

## لمحة تاريخية
بدأ تاريخ فندق وأسرة بادروت في عام 1856، عندما اشترى يوهانس باردوت منزل ضيافة صغير في سانت موريتز وبدأ إعادة بنائه، لإنشاء فندق انغادينر كولم، وهو ما يسمى اليوم بفندق كولم سانت موريتز. وكان قد بنى منزلقاً ساحلياً اصطناعياً وأرضاً متعرجة لضيوفه. وفي عام 1864 اشترى ابن كاسبر بادروت فندق البوريفاج في سانت موريتز لإنشاء فندق بادروت بالاس الذي نراه اليوم. وكان الافتتاح الرسمي في عام 1896 و بعد ذلك بعامين تولى الإدارة هانز بادروت ابن كاسبر بادروت.
أما المنزل التاريخي المعروف باسم كيزا فيجليا، فقد تم شراؤه في 1935-1936 وتحويله إلى مطعم. ومع وفاة هانز بادروت في عام 1953، انتقلت الإدارة إلى زوجته هيلين وابنها أندريا بادروت الذي تولى الإدارة في وقت لاحق إلى جانب مع شقيقه هانزجورغ بادروت 
أعيد بناء البرج والرمز التاريخي لسانت موريتز وتجديده بعد اندلاع حريق في عام 1967. وأضيفت بركة سباحة ومركز للياقة البدنية إلى الفندق في عامي 1969-1970. وقد تحولت إدارة فندق بادروت بالاس لسلسلة فنادق ومنتجعات روزوود الفاخرة وذلك بعد توسيع مجمع سوت مولين بين عامي 1981 و 1984، والذي يضم أجنحة جديدة وشقق مملوكة خاصة. خلال هذه الفترة تم إجراء العديد من التجديدات، الإضافات والتجهيزات الفنية التي قدمت إضافة إلى أساس فندق بادروت بالاس وتطوره. كما افتتحت في عام 2000 منطقة استجمام جديدة ومركز للياقة البدنية. وفي عام 2002 افتٌتح تحت الفندق مركز سيرليتا للتسوق، مع متاجر عالمية، والذي تغير اسمه لاحقاً إلى «بالاس غاليري». وتم الانتهاء في عام 2003 من جناح هانز بادروت بمساحة 280 متر مربع وجناح هيلين بادروت بمساحة 250 متر مربع المزود بحمامات رخامية. حيث تبلغ كلفة الجناح لليلة واحدة بين 8,000 و 25,000 فرنك سويسري.
ومنذ انسحاب مجموعة روزوود في أبريل 2003 أصبح فندق بادروت بالاس يُدار كفندق خاص ثانية. وفي عام 2004، تولى هانز فيدمان، منصب مدير إداري، إلى جانب إيف غارديول الذي تولى منصب المدير العام. في عام 2006 ورّث المالكان هانزجورغ وأنيكو بادروت (1930) الذين لم يكن لديهما أولاد ثلثي حصتهما من الفندق لهانز فيدمان بإرادتهما. من جانب آخر يبلغ العائد السنوي للفندق 50 مليون فرنك سويسري.